# Onthophagus possoi
Onthophagus possoi es una especie de insecto del género Onthophagus, familia Scarabaeidae, orden Coleoptera.

Fue descrita científicamente por Walter en 1982.